# برکه بام بلند
برکه بام بلند مربوط به دوران‌های تاریخی پس از اسلام است و در قدیم لار، داخل شهر واقع شده و این اثر در تاریخ ۶ دی ۱۳۵۵ با شمارهٔ ثبت ۱۳۲۴ به‌عنوان یکی از آثار ملی ایران به ثبت رسیده است.